# Metting
Metting település Franciaországban, Moselle megyében. Lakosainak száma 425 fő (2022. január 1.). Metting Hangviller, Veckersviller, Vescheim, Wintersbourg, Zilling és Siewiller községekkel határos.

## Népesség
A település népességének változása:
| Lakosok száma | 307  | 301  | 306  | 338  | 361  | 370  | 399  | 419  | 431  | 425  |
|               | 1968 | 1982 | 1990 | 2006 | 2013 | 2015 | 2017 | 2019 | 2020 | 2022 |